# Jay Leno

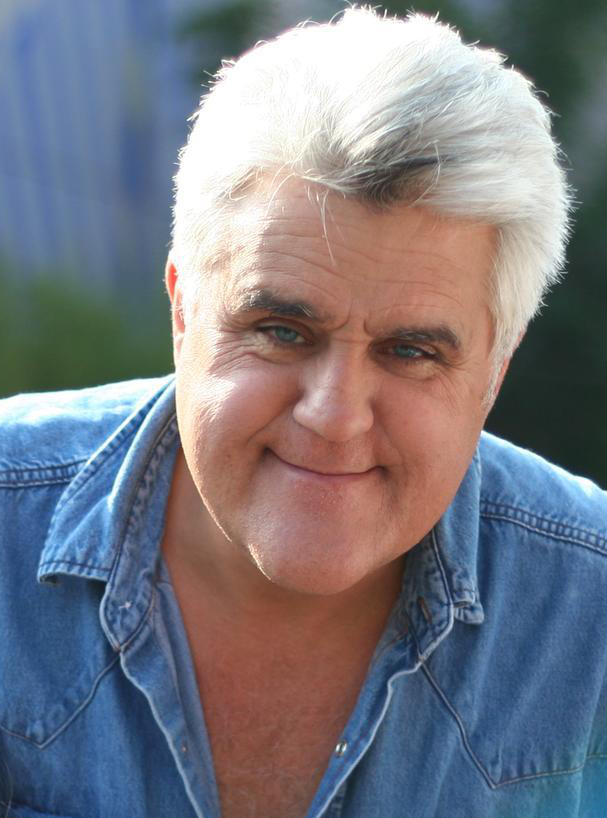
Jay Leno (2008)

Jay Leno (eigentlich James Douglas Muir Leno; * 28. April 1950 in New Rochelle, New York) ist ein US-amerikanischer Komiker und Fernsehmoderator.

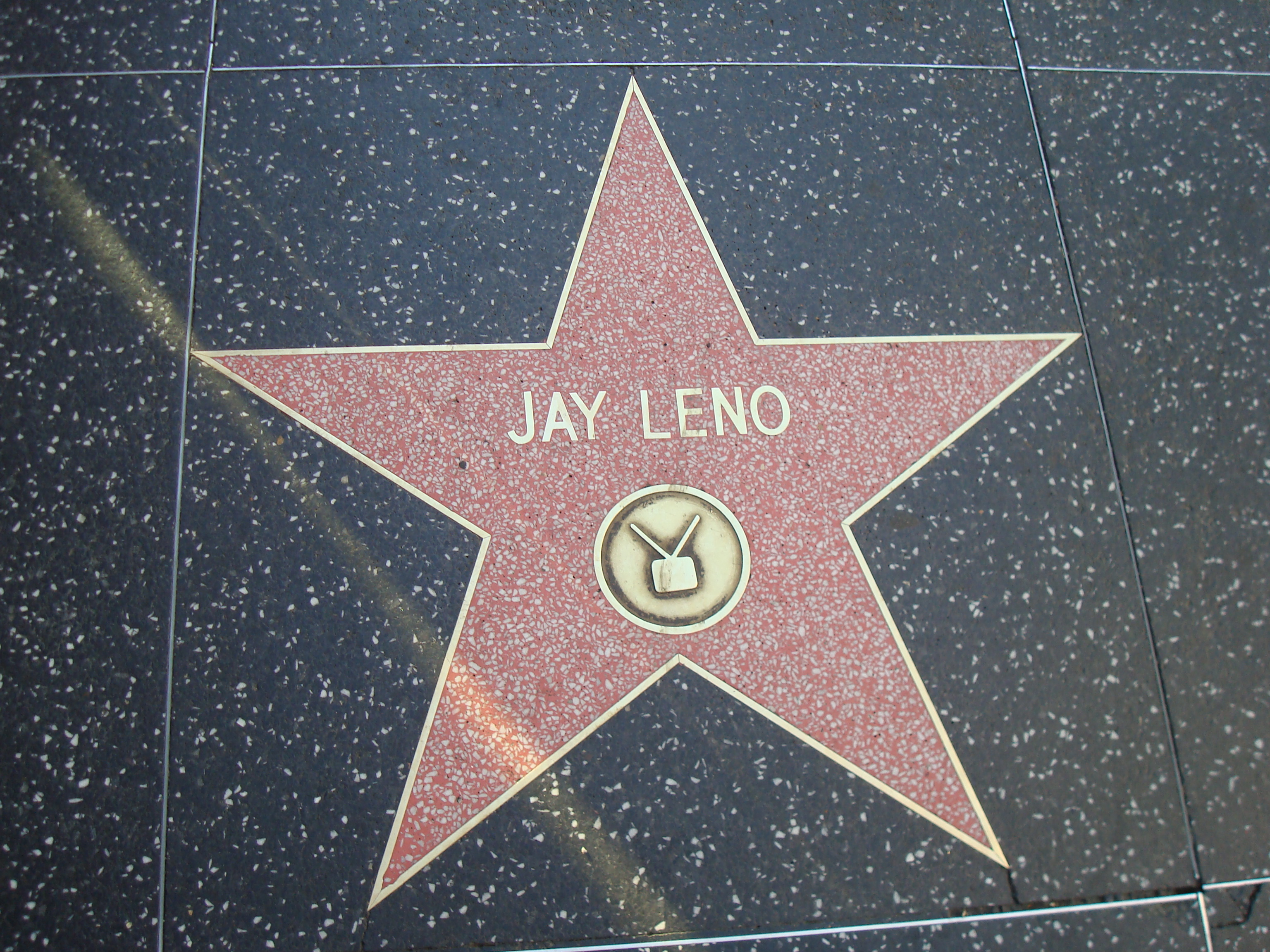
Jay Lenos Stern auf dem Hollywood Walk of Fame.

## Leben
Leno, Sohn einer schottischen Mutter und eines italienischen Vaters, begann seine Karriere in kleinen New Yorker Comedy-Clubs, wo er sich als Standup-Komiker versuchte. Da er manchmal acht bis zehn Auftritte pro Abend absolvierte, wurde schon bald das Fernsehen auf ihn aufmerksam. Er hatte mehrere Auftritte bei David Letterman (Late Night with David Letterman) und Johnny Carson (The Tonight Show) und war bei den Zuschauern schon bald so populär, dass NBC beschloss, ihn zu Carsons Nachfolger zu machen. Seit dessen Abschied 1992 moderierte Leno The Tonight Show, die älteste existierende Late Night Show der Welt.
1989 spielte er in der US-amerikanischen Actionkomödie von Lewis Teague mit dem Titel Detroit City – Ein irrer Job (Originaltitel: Collision Course) den Polizeiermittler Tony Costas.
Bei der Wrestling-Großveranstaltung „WCW Road Wild 1998“ trat er mit Kevin Eubanks und Diamond Dallas Page gegen Hulk Hogan und WCW-Präsident Eric Bischoff an.
Am 27. September 2004, zum 50-jährigen Bestehen der Tonight Show, gab Leno bekannt, dass er die Sendung zum Ende der Staffel 2008/2009 im Mai 2009 verlassen und danach Conan O’Brien die Sendung als Moderator fortführen werde. Von September 2009 bis Januar 2010 moderierte Leno die Jay Leno Show bei NBC, die eine Stunde vor der Tonight Show lief und schließlich wieder abgesetzt wurde. Da es zu Unstimmigkeiten zwischen Conan O’Brien und NBC kam, verließ dieser die Tonight Show wieder, die ab März 2010 erneut von Leno moderiert wurde.
Im März 2013 wurde bekanntgegeben, dass Leno nach Ablauf seines Vertrages im Februar 2014 durch Jimmy Fallon ersetzt wird. Am 6. Februar 2014 lief seine letzte Show auf NBC. Im selben Jahr wurde er mit dem Mark-Twain-Preis für sein humoristisches Werk ausgezeichnet.
Leno hatte zwei Gastauftritte als Autonarr in der Fernsehserie Hör mal, wer da hämmert sowie eine wiederkehrende Rolle als Kfz-Mechatroniker in einigen Folgen der Serie Last Man Standing. Gastauftritte als er selbst hatte er zudem in den TV-Serien Der Prinz von Bel-Air (Staffel 5, Episode 10), Die Nanny (Staffel 4, Episode 7) und American Dad (Staffel 13, Episode 11) und zuletzt in dem Film Ted 2.

## Autosammler

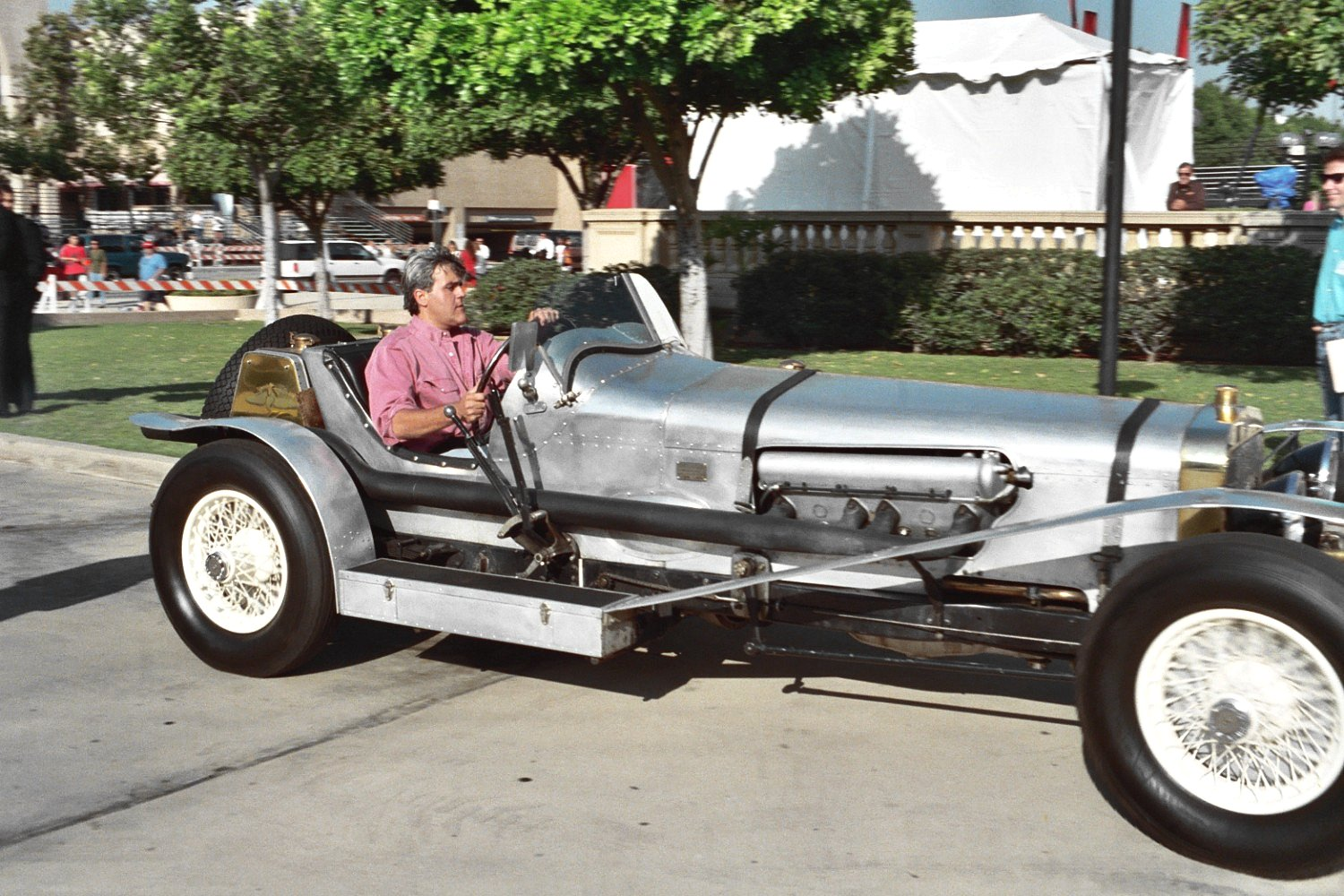
Jay Leno bei den Emmy Awards 1993 in seinem Hispano-Suiza

Leno ist international auch als Sammler von Oldtimern, aktuellen Sportwagen und Motorrädern bekannt. Seine Sammlung umfasst 181 Pkw und 160 Motorräder (Stand 2024). Er schreibt eigene Kolumnen zu diesem Thema, unter anderem in der amerikanischen Zeitschrift Popular Mechanics. Außerdem betreibt er eine Webseite und einen Youtube-Channel mit dem Namen Jay Leno’s Garage, auf der er Videos veröffentlicht, in denen er seine Fahrzeuge präsentiert, technische Fakten erläutert und – falls bekannt – von der Geschichte des jeweiligen Fahrzeugs erzählt. Die Webserie für NBC.com schaffte bald den Sprung ins Fernsehen (CNBC) und es wurden (Stand 2019) mehr als 50 Folgen gesendet, die mittlerweile auch in anderen Ländern ausgestrahlt wurden.
Die Motorradfirma Orange County Choppers hat für ihn ein Motorrad gebaut, das auf der Brough Superior aus dem Jahr 1939 basiert. Der Herstellungsprozess wurde für die TV-Serie American Chopper begleitet und in zwei Teilen unter dem Titel Leno Bike auf dem Discovery Channel ausgestrahlt. Leno war mit dem Motorrad auch auf der Titelseite der Zeitschrift Hot Bike Magazine.